# 大島バスストップ
大島バスストップ（おおしまバスストップ）は、愛媛県今治市吉海町仁江の西瀬戸自動車道（しまなみ海道）上にあるバス停。
2006年12月12日に緊急進入路が併設された。

## 停車する路線

### 上り線乗車・下り線降車
- しまなみライナー（広交観光・瀬戸内運輸・瀬戸内しまなみリーディング）
  - 広島 - 今治
- しまなみライナー（中国バス・鞆鉄道・瀬戸内運輸・瀬戸内しまなみリーディング）
  - 福山 - 今治
- キララエクスプレス（中国バス・本四バス開発・瀬戸内しまなみリーディング・伊予鉄バス）
  - 福山 - 松山
- いしづちライナー（瀬戸内運輸・阪神バス）
  - 大阪梅田・神戸三宮 - 今治

## 周辺
- 宮窪石文化運動公園

## 隣
E76西瀬戸自動車道
(9)伯方島IC/BS - （(10)大島北IC） - 大島BS - （(11)大島南IC） - 馬島IC/BS - (12)今治北IC/来島海峡SA/BS

## バス停へのアクセス
- 瀬戸内海交通下田水港 - 友浦・早川線 宮窪峠バス停（国道317号）

- 下記の路線は、大島BSではなく、国道317号の石文化運動公園バス停（瀬戸内海交通の一般路線と同じ、宮窪峠バス停の1つ宮窪（営業所）寄り）に停車する。
  - （特急）松山 - 今治 - 大三島線（瀬戸内運輸）
    - 大三島 - 今治 - 松山

  - （急行）今治 - 大三島線（瀬戸内海交通）
    - 大三島 - 今治